# Curetis felderi
Curetis felderi är en fjärilsart som beskrevs av William Lucas Distant 1884. Curetis felderi ingår i släktet Curetis och familjen juvelvingar. Inga underarter finns listade i Catalogue of Life.

## Bildgalleri

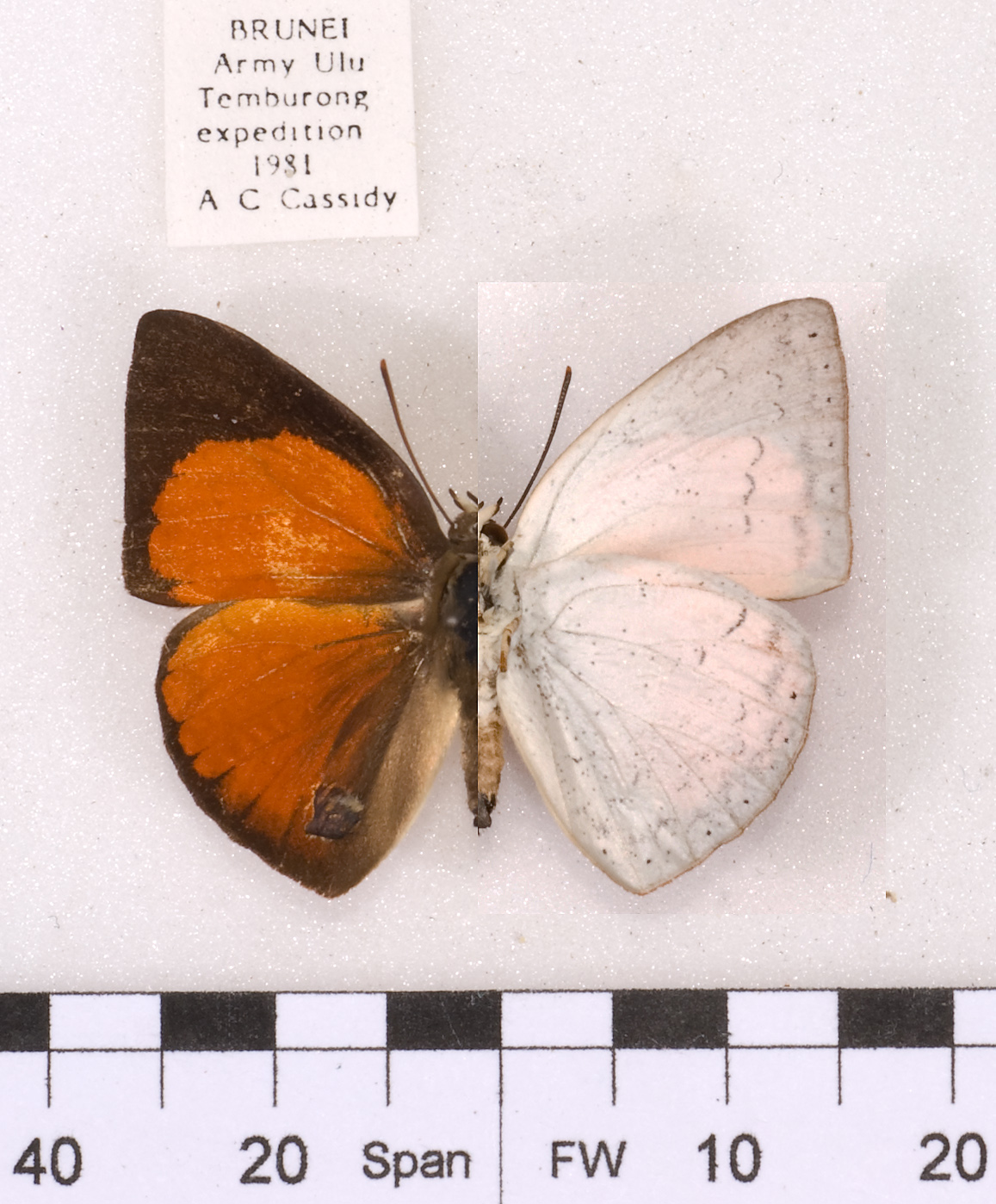